# Prepona pseudodives
Prepona pseudodives är en fjärilsart som beskrevs av Le Moult 1932. Prepona pseudodives ingår i släktet Prepona och familjen praktfjärilar. Inga underarter finns listade i Catalogue of Life.